# Ламбет (боро)
Ламбет (англ. London Borough of Lambeth) — боро Лондона, розташоване на південному березі Темзи, вгору за течією від Саутварка, навпроти Вестмінстерського палацу. З Міллбанком його з'єднує Ламбетський міст, а з Вестмінстером — міст Ватерлоо, а на набережній стоїть однойменний вокзал, звідки відходять поїзди до Європи. Звідси походить неформальна назва Ламбета — Ватерлоо (Waterloo).

## Опис
Крім помпезного адміністративного комплексу Каунті-хол та історичної лікарні св. Фоми, в число пам'яток Ламбета входять Королівський фестивальний зал 1951 року побудови, Королівський національний театр і гігантське колесо огляду «Лондонське око».

## Райони
- Белгем
- Брікстон
- Вест-Далвіч
- Вест-Норвуд
- Воксгол
- Герн-гілл
- Джипсі-гілл
- Клепгем
- Крістал-пелес
- Кеннінгтон
- Найтс-гілл
- Ламбет
- Лафборо-джанкшн
- Овал і Овал-Крикет-граунд
- Стоквелл
- Стрітгем
- Тулз-гілл